# Herrarnas sprint i bancykling vid olympiska sommarspelen 1976
Herrarnas sprint i bancykling vid olympiska sommarspelen 1976 ägde rum den 21-24 juli 1976 i Montréal.

## Medaljörer
| Event            | Guld                       | Silver                   | Brons                      |
| Herrarnas sprint | Anton Tkáč Tjeckoslovakien | Daniel Morelon Frankrike | Jürgen Geschke Östtyskland |

## Resultat
| Placering | Slutlig placering      |
| --------- | ---------------------- |
|           | Anton Tkáč (TCH)       |
|           | Daniel Morelon (FRA)   |
|           | Jürgen Geschke (GDR)   |
| 4.        | Dieter Berkmann (FRG)  |
| 5.        | Yoshikazu Cho (JPN)    |
| 6.        | Niels Fredborg (DEN)   |
| 7.        | Sergey Kravtsov (URS)  |
| 8.        | Giorgio Rossi (ITA)    |
| 9.        | Richard Tormen (CHI)   |
| 10.       | Michel Vaarten (BEL)   |
| 11.       | Julio Echevarry (COL)  |
| 12.       | Trevor Gadd (GBR)      |
| 13.       | Benedykt Kocot (POL)   |
| 14.       | Sjaak Pieters (NED)    |
| 15.       | Dimo Angelov (BUL)     |
| 16.       | Rudolph Mirander (JAM) |
| 17.       | Gordon Singleton (CAN) |
| 18.       | Stanley Smith (BAR)    |
| 19.       | Leigh Barczewski (USA) |
| 20.       | Ron Boyle (AUS)        |
| 21.       | Vlado Fumić (YUG)      |
| 22.       | Mikhail Kountras (GRE) |
| 23.       | Leslie Rawlins (TRI)   |
| 24.       | Taworn Tarwan (THA)    |
| 25.       | Patrick Spencer (ANT)  |